# Sites mégalithiques de la Sarthe
| \| Le Mans La Flèche Mamers \| Répartition géographique des sites. · : dolmen - : menhir - : autre site mégalithique |
| Le Mans La Flèche Mamers                                                                                             |

Cet article présente une liste des sites mégalithiques de la Sarthe, en France

## Liste des sites mégalithiques existants
| Monument                                                              | Type                   | Remarque | Localisation             | Coordonnées                        | Illustration    |
| --------------------------------------------------------------------- | ---------------------- | --- | ------------------------ | ---------------------------------- | --------------- |
| Allée couverte du Colombier                                           | Allée couverte         | | Aubigné-Racan            | 47° 42′ 25″ nord, 0° 14′ 49″ est   |                 |
| Dolmen de la Pierre                                                   | Dolmen                 | | Aubigné-Racan            | 47° 42′ 40″ nord, 0° 14′ 57″ est   |                 |
| Menhir du château de Bossé                                            | Menhir                 | | Aubigné-Racan            | 47° 42′ 16″ nord, 0° 15′ 24″ est   | Image manquante |
| Nécropole néolithique du théâtre antique de Cherré                    | Dolmen                 | Ancien dolmen situé sous le théâtre antique du Site archéologique de Cherré.                                                                       | Aubigné-Racan            | 47° 39′ 48″ nord, 0° 14′ 09″ est   |                 |
| Menhir du Perray                                                      | Menhir                 | Inscrit MH (1984) | Beaumont-Pied-de-Bœuf    | 47° 46′ 11″ nord, 0° 23′ 12″ est   |                 |
| Menhir de Clossay                                                     | Menhir                 | | Bonnétable               | à géolocaliser                     | Image manquante |
| Menhir du Caillou                                                     | Menhir                 | | Chahaignes               | 47° 44′ 39″ nord, 0° 29′ 09″ est   |                 |
| Menhir de Gobianne                                                    | Menhir                 | Inscrit MH (1984) | Chahaignes               | 47° 44′ 34″ nord, 0° 29′ 23″ est   |                 |
| Menhir de Haute-Crane                                                 | Menhir                 | Inscrit MH (1984) | Dissay-sous-Courcillon   | 47° 39′ 33″ nord, 0° 31′ 21″ est   |                 |
| Menhir de la Pierre Levée                                             | Menhir                 | Classé MH (1982) | Dissay-sous-Courcillon   | 47° 40′ 30″ nord, 0° 29′ 04″ est   |                 |
| Menhir de La Serpinerie                                               | Menhir                 | Classé MH (1982) | Dissay-sous-Courcillon   | 47° 41′ 06″ nord, 0° 29′ 22″ est   |                 |
| Menhir de Lorrière                                                    | Menhir                 | | Dissé-sous-le-Lude       | 47° 35′ 11″ nord, 0° 08′ 24″ est   |                 |
| Pierre couverte                                                       | Dolmen                 | Classé MH (1889) | Duneau                   | 48° 03′ 14″ nord, 0° 31′ 14″ est   |                 |
| Pierre Fiche                                                          | Menhir                 | Classé MH (1889) | Duneau                   | 48° 03′ 35″ nord, 0° 31′ 25″ est   |                 |
| Les Pierres tournantes                                                | Menhir                 | Alignement de menhirs déplacé lors de la construction de l'autoroute.                                                                              | Écommoy                  | 47° 50′ 34″ nord, 0° 18′ 30″ est   |                 |
| Menhir de la Roche Voyer                                              | Menhir                 | | La Flèche                | à géolocaliser                     | Image manquante |
| Menhir (ancien dolmen) de la Pierre                                   | Menhir (ancien dolmen) | | La Fontaine-Saint-Martin | 47° 48′ 24″ nord, 0° 02′ 18″ est   |                 |
| Dolmen de Cuissé                                                      | Dolmen                 | | Le Lude                  | à géolocaliser                     | Image manquante |
| Pierre Saint-Julien                                                   | Menhir                 | Classé MH (1889) | Le Mans                  | 48° 00′ 35″ nord, 0° 11′ 53″ est   |                 |
| Dolmen de Lhomme                                                      | Dolmen                 | Inscrit MH (1984) | Lhomme                   | 47° 46′ 07″ nord, 0° 35′ 11″ est   |                 |
| Menhir de la Brunerie                                                 | Menhir                 | | Mansigné                 | 47° 46′ 24″ nord, 0° 07′ 37″ est   |                 |
| Menhir de Courtevrais                                                 | Menhir                 | Classé MH (1983) | Nogent-le-Bernard        | 48° 13′ 16″ nord, 0° 28′ 52″ est   |                 |
| Menhir non levé                                                       | Menhir                 | Menhir non levé, ou tombé, à 50 mètres au nord-est des menhirs de la Mère et de la Fille.                                                          | Oizé                     | 47° 47′ 01″ nord, 0° 05′ 27″ est   |                 |
| La Pierre Bergère                                                     | Menhir                 | | Parigné-l'Évêque         | à géolocaliser                     | Image manquante |
| Pierre couverte dit Dolmen de Buron                                   | Dolmen                 | Classé MH (1982) | Parigné-le-Pôlin         | 47° 51′ 30″ nord, 0° 05′ 33″ est   |                 |
| Dolmen d'Amenon                                                       | Allée couverte         | Classé MH (1976) | Saint-Germain-d'Arcé     | 47° 38′ 12″ nord, 0° 15′ 12″ est   |                 |
| Menhir dit "Menhir du Gué"                                            | Menhir                 | Petit menhir, déplacé et christianisé (Croix gravée dans la partie supérieure).                                                                    | Saint-Germain-d'Arcé     | 47° 37′ 30″ nord, 0° 17′ 39″ est   |                 |
| Menhirs de la Mère et de la Fille                                     | Menhir                 | | Saint-Jean-de-la-Motte   | 47° 47′ 00″ nord, 0° 05′ 24″ est   |                 |
| Menhir                                                                | Menhir                 | Pierre levée à environ 50 mètres à l'ouest des menhirs de la Mère et de la Fille                                                                   | Saint-Jean-de-la-Motte   | 47° 47′ 00″ nord, 0° 05′ 21″ est   |                 |
| Palet de Gargantua.                                                   | Dolmen                 | | Saint-Jean-de-la-Motte   | 47° 44′ 50″ nord, 0° 03′ 42″ est   |                 |
| Pierre Potelée                                                        | Menhir                 | | Saint-Jean-de-la-Motte   | 47° 46′ 51″ nord, 0° 05′ 39″ est   |                 |
| Dolmen d'Hunault                                                      | Dolmen                 | | Saint-Jean-de-la-Motte   | 47° 46′ 39″ nord, 0° 05′ 44″ est   |                 |
| Dolmen La Pierre Plate de Saint Mars de Locquenay et son petit Menhir | Dolmen                 | Localisés dans le bois des "Sapins de Pauvres" : Dimension de la pierre plate 2m60*2m hauteur 90cm, il est très proche du Dolmen voisin de Tresson | Saint-Mars-de-Locquenay  | 47° 55′ 08″ nord, 0° 31′ 06″ est   |                 |
| Menhir de Sourches                                                    | Menhir                 | | Saint-Symphorien         | à géolocaliser                     | Image manquante |
| Menhirs de Blandan                                                    | Menhir                 | | Savigné-l'Évêque         | à géolocaliser                     | Image manquante |
| Menhir du Loup Pendu                                                  | Menhir                 | | Savigné-sous-le-Lude     | 47° 32′ 10″ nord, 0° 06′ 50″ est   |                 |
| Dolmen de Sougé-le-Ganelon                                            | Dolmen                 | En ruines, ne reste que deux pierres placées contre l'église.                                                                                      | Sougé-le-Ganelon         | 48° 19′ 05″ nord, 0° 01′ 47″ ouest |                 |
| Dolmen dit Palet-de-Gargantua                                         | Dolmen                 | Inscrit MH (1969) | Torcé-en-Vallée          | 48° 08′ 00″ nord, 0° 23′ 27″ est   |                 |
| Dolmen La Pierre Couverte de Tresson                                  | Dolmen                 | Longtemps confondu avec son très proche voisin de Saint Mars de Locquenay.                                                                         | Tresson                  | 47° 55′ 16″ nord, 0° 31′ 07″ est   |                 |
| Dolmen des Grandes Bruyères ou Dolmen des Ronchères                   | Dolmen                 | | Tuffé                    | à géolocaliser                     | Image manquante |
| Dolmen de la Pierre couverte                                          | Dolmen                 | Inscrit MH (1984) | Vaas                     | 47° 41′ 46″ nord, 0° 19′ 35″ est   |                 |
| Menhirs de Corbuon                                                    | Menhir                 | | Villaines-sous-Lucé      | à géolocaliser                     | Image manquante |
| Dolmen des Roches                                                     | Dolmen-Polissoir       | Une grande dalle réemployée comme orthostate du dolmen porte un polissoir plus ancien.                                                             | Vouvray-sur-Huisne       | 48° 05′ 19″ nord, 0° 33′ 12″ est   |                 |